# Collins Fai
Collins Fai (Bamenda, 13 augustus 1992) is een Kameroens voetballer die als verdediger speelt. Hij debuteerde in 2015 in het Kameroens voetbalelftal, waarmee hij in 2017 de Afrika Cup won en in 2022 deelnam aan het WK in Qatar. 

## Clubcarrière
Fai werd geboren in Bamenda en begon met voetballen bij FC Bamenda in 2004. In juli 2011 vertrok hij naar de Kameroense profclub Union Douala. Hij was onderdeel van de ploeg die in het seizoen 2011/12 voor het eerst sinds 20 jaar weer landskampioen wist te worden. In januari 2013 werd hij voor de duur van een half jaar verhuurd aan Njalla Quan Sports Academy.
In de zomer van 2013 tekende hij bij Dinamo Boekarest. Dit werd zijn eerste club buiten Kameroen. Hij maakte zijn debuut voor de club op 19 juli 2013 in de met 2−0 verloren uitwedstrijd tegen ACS Poli Timișoara. Mede door een kruisbandblessure miste hij het grootste deel van het seizoen. Hij kwam uiteindelijk tot 66 optredens voor de Rode Honden.
Op 16 januari 2016 tekende Fai een contract tot medio 2020 bij het Belgische Standard Luik. In 2015 maakte Fai zijn debuut in het Kameroens voetbalelftal. Hij nam met Kameroen deel aan de FIFA Confederations Cup 2017, waar in de groepsfase werd verloren van regerend wereldkampioen Duitsland, regerend Zuid-Amerikaans kampioen Chili en werd gelijkgespeeld tegen de kampioen van Azië, Australië.
Na zijn periode bij Standard Luik speelde Fai nog in Saudi-Arabië voor Al-Tai, in Servië voor Radnički Niš en in Bosnië en Herzegovina voor Sloboda Tuzla.

## Clubstatistieken
| Seizoen | Club             | Land              | Competitie         | Competitie | Competitie | Beker | Beker | Supercup | Supercup | Internationaal | Internationaal | Totaal | Totaal |
| Seizoen | Club             | Land              | Competitie         | Wed.       | Dlp.       | Wed.  | Dlp.  | Wed.     | Dlp.     | Wed.           | Dlp.           | Wed.   | Dlp.   |
| ------- | ---------------- | ----------------- | ------------------ | ---------- | ---------- | ----- | ----- | -------- | -------- | -------------- | -------------- | ------ | ------ |
| 2013/14 | Dinamo Boekarest | Vlag van Roemenië | Liga 1             | 11         | 0          | 1     | 0     | —        | —        | —              | —              | 12     | 0      |
| 2014/15 | Dinamo Boekarest | Vlag van Roemenië | Liga 1             | 24         | 0          | 4     | 0     | —        | —        | —              | —              | 28     | 0      |
| 2015/16 | Dinamo Boekarest | Vlag van Roemenië | Liga 1             | 21         | 0          | 5     | 0     | —        | —        | —              | —              | 26     | 0      |
| 2015/16 | Standard Luik    | Vlag van België   | Jupiler Pro League | 7          | 0          | 1     | 0     | —        | —        | 0              | 0              | 8      | 0      |
| 2016/17 | Standard Luik    | Vlag van België   | Jupiler Pro League | 18         | 0          | 0     | 0     | 1        | 0        | 5              | 0              | 24     | 0      |
| 2017/18 | Standard Luik    | Vlag van België   | Jupiler Pro League | 32         | 1          | 6     | 0     | —        | —        | —              | —              | 38     | 1      |
| 2018/19 | Standard Luik    | Vlag van België   | Jupiler Pro League | 30         | 1          | 0     | 0     | 1        | 0        | 7              | 0              | 38     | 1      |
| 2019/20 | Standard Luik    | Vlag van België   | Jupiler Pro League | 8          | 0          | 2     | 1     | —        | —        | 3              | 0              | 13     | 1      |
| 2020/21 | Standard Luik    | Vlag van België   | Jupiler Pro League | 19         | 0          | 1     | 0     | —        | —        | 8              | 0              | 28     | 0      |
| 2021/22 | Standard Luik    | Vlag van België   | Jupiler Pro League | 10         | 1          | 0     | 0     | —        | —        | 0              | 0              | 10     | 1      |
| Totaal  | Totaal           | Totaal            | Totaal             | 180        | 3          | 20    | 1     | 2        | 0        | 23             | 0              | 225    | 3      |

1 Ngapandouetnbu ·
2 Ngom Mbekeli ·
3 N'Koulou ·
4 Wooh ·
5 Ondoua ·
6 Ngamaleu ·
7 N'Koudou ·
8 Zambo Anguissa ·
9 Nsame ·
10 Aboubakar  ·
11 Bassogog ·
12 Toko Ekambi ·
13 Choupo-Moting ·
14 Gouet ·
15 Kunde ·
16 Epassy ·
17 Mbaizo ·
18 Hongla ·
19 Fai ·
20 Mbeumo ·
21 Castelletto ·
22 Ntcham ·
23 Onana ·
24 Ebosse ·
25 Tolo ·
26 Souaibou ·
Coach: Song